# Thierry Joor
Thierry Joor, né le 18 décembre 1961 à Bruxelles, est un directeur éditorial et scénariste de bande dessinée belge francophone. Connu pour avoir pratiqué différents métiers liés à la bande dessinée tels que : chroniqueur, éditeur, libraire, galeriste, rédacteur en chef ou encore directeur de collection.

## Biographie

### Jeunesse et formation
Thierry Joor naît le 18 décembre 1961 à Bruxelles,. Il grandit avec son frère Christian. Petit, il lit des bandes dessinées comme les périodiques de bande dessinée Spirou et Tintin, et il est émerveillé par certains univers. Il développe aussi son goût pour l'image avec les dessins animés et le cinéma. Dès l’âge de onze ans, il devient chasseur de dédicaces et publie des fanzines (Le Fouineur, 2 numéros trimestriels 1978-1979, sous le label Les Mongoloïdes Réunis,.)
Il se forme à l'Institut Saint-Luc de Bruxelles dans la section bande dessinée où il a entre autres les professeurs Claude Renard et François Schuiten. Son désir d'édition est plus fort que celui du dessin et il crée un nouveau fanzine durant ses études, Kaput, qui regroupe une sélection de récits des anciens élèves mais aussi de ses copains d'atelier. Benoi Lacroix est au nombre de ceux-ci. De 1982 à mai 1983, le fanzine connaît cinq livraisons.
Il réalise des interviews en 1984 et il écrit des chroniques dans Les Cahiers de la bande dessinée en 1987, sous la houlette de Thierry Groensteen. Il fait ses premières armes à la librairie Bédéscope de Patrick Schelkens.

### Les Éditions du Lion
En 1984, il crée avec son frère la maison d'édition Les Éditions du Lion. La société a son siège social au 180 rue de la victoire à Saint-Gilles. Les Joor publient des éditions de luxe d'André Franquin : Le Nid des marsupilamis en septembre 1985 et La Mauvaise tête en avril 1987 et d’Hermann (Le Ciel est rouge sur Laramie) ainsi que des collectifs autour des personnages de Spirou : 20 Couvertures pour Spirou et Fantasio puis de Tintin avec l'album Nous, Tintin en 1987,. L'aventure éditoriale se termine à la suite de la faillite de son diffuseur français M.D.L. Productions,.

### Libraire-galeriste (1987-2002)
Thierry Joor dirige la Galerie Sans titre depuis 1987. Il l'installe au 8 avenue de Stalingrad près de la place Rouppe (en) dans le quartier Midi-Lemonnier à Bruxelles,.
Il devient libraire dans la librairie spécialisée en bandes dessinées également éditrice d’ex-libris,.
Il monte des expositions dont celle de Philippe Petit-Roulet en 1993 ou encore celle d'Enki Bilal en 1998. Il expose nombre d'originaux principalement d'auteurs contemporains : Christophe Blain, Jean-Pierre Gibrat, Manu Larcenet, Joann Sfar, Claire Wendling, etc.
En parallèle, il est rédacteur en chef du mensuel Schtroumpf ! durant environ deux ans,.

### Avec Guy Delcourt (1998- )
Il entame une longue collaboration avec Guy Delcourt. Il commence en 1998 comme directeur de collection externe des éditions parisiennes Delcourt avant de devenir éditeur salarié en mars 2003, puis directeur littéraire dès octobre 2004. Il déclare être éclectique, et il s’intéresse à toute la bande dessinée, sans exclusive. Il est notamment l'éditeur des Légendaires de Patrick Sobral, La Rose écarlate, Les Blagues de Toto, Okko, Sillage et Centaurus en 2018.

### Scénariste
Comme scénariste, il écrit une autobiographie Le Monde est petit dont le scénario conte notamment un retour vers Bruxelles du Festival d'Angoulême 1995. Il est dessiné par 26 auteurs parmi lesquels : Avril, Götting, Tardi, Trondheim et le duo Dupuy-Berberian,. Il est publié sous le label Sans titre à l'occasion du dixième anniversaire de la galerie en 1997 et dont six pages dessinées par François Boucq, Bernard Yslaire et Laurent Verron sont publiées dans le no 3207 de Spirou du 29 septembre 1999.

#### Mausart
Il écrit le scénario de Mausart pour le dessinateur Gradimir Smudja. Sous la forme d'une fable animalière, Joor revisite la cour de Vienne à l'époque de la jeunesse de Mozart, à la différence, que le futur compositeur est représenté sous les traits d'une petite souris anthropomorphe portant la perruque. Le souriceau dénommé Mausart et sa famille occupent l'intérieur du piano d'Antonio Salieri, le compositeur royal représenté sous les traits d'un loup accompagné d'un occupant la fonction de chambellan. Profitant de l'absence de Salieri et son personnel de maison, l'impétueux Mausart se permet de jouer une de ses compositions sans s'apercevoir que les fenêtres sont ouvertes et que la mélodie arrive jusqu'au carrosse royal. Le roi et la reine, transposés en oies, ravis par ce qu'ils viennent d'entendre, pensent qu'il s'agit de Salieri. Ainsi va démarrer le quiproquo.
Pour la fluidité de la narration, Joor dit s'inspirer de Peyo dans La Flûte à six schtroumpfs.
Le cahier critique du magazine dBD no 127 d'octobre 2018 est illustré du portrait de Mausart. Le magazine lui attribue la meilleure note à savoir un livre couronné d'une double palme. Le chroniqueur Géant vert écrit : « Pour un premier scénario, Thierry Joor a écrit une très jolie histoire pour les enfants qui devrait aussi faire un carton auprès de toutes les générations élevées aux contes d'Andersen, des frères Grimm ou de Charles Perrault. ». La notice critique du Centre national de la littérature pour la jeunesse mentionne le coup de cœur d'Annabel Peltier-Lanche publiée dans La Revue des livres pour enfants. Une traduction en italien est publiée par Kleiner Flug en 2023.
En 2019, il donne une suite et sort Mausart à Venise publié lui aussi aux éditions Delcourt.
Le souriceau prodige connaît très vite la gloire au-delà des frontières. Il est amené à donner une série de concerts internationaux qui le mène jusqu’à Venise alors qu’elle se prépare à fêter son célèbre carnaval. Il est émerveillé par la ville et reçu par un matou souriant, Lopar, qui va le guider, l’installer et lui montrer la ville et ses carnavaliers masqués. Mausart rencontre Monsieur Sassin qui a organisé le concert dans son palais. Au détour d'une promenade, Mausart découvre l'échoppe d’un certain Stradivarius qui lui raconte comment il a inventé ses célèbres violons taillés dans le bois d’un chêne virtuose. La ville va lui réserver encore d'autres surprises. Si la Sérenissime est prête à l’accueillir à bras ouverts, d’autres s’apprêtent à lui ouvrir leurs crocs. Lors du carnaval, le virtuose va jouer les dernières notes de sa tournée.
Le journaliste Jean-Laurent Truc écrit sur le site Ligne claire : « Élégant Smudja, inspiré Joor, pour ce conte fantasque si bellement illustré, si richement mis en images. »
Laurent Lessous, chroniqueur du site BDzoom, quant à lui, écrit : « Le scénario de Thierry Joor est simple et plaisant. » 
En 2022, l'éditeur hollandais Silvester publie la traduction en néerlandais sous le titre Mausart in Venetië. La traduction de cette bande dessinée jeunesse en polonais est publiée par Wydawnictwo Egmont en 2020. Elizabeth Beguery écrit, quant à elle, à propos de cet opus : « Bravo ! » dans La Revue des livres pour enfants.

### Vie privée
Il se partage entre Paris et la Belgique. Il est le père de deux enfants : Félix et de l'autrice de bande dessinée Louise Joor,.

## Œuvres

### Publications

#### Albums de bande dessinée

##### One shot
- Le Monde est petit[30], Sans titre, Bruxelles, 1997
Scénario : Thierry Joor - Dessin : collectif - Couleurs : noir et blanc,Couverture : Ever Meulen. Collectif de 26 auteurs, publié à 500 exemplaires à l'occasion du dixième anniversaire de la Librairie Galerie Sans titre.

##### Mausart
- 1. Mausart[49],[50],[51], Delcourt, Paris, 26 septembre 2018
Scénario : Thierry Joor - Dessin et couleurs : Gradimir Smudja -  (ISBN 978-2-413-00258-1)

- 2. Mausart à Venise[52],[53],[54],[55], Delcourt, Paris, 13 novembre 2019
Scénario : Thierry Joor - Dessin et couleurs : Gradimir Smudja -  (ISBN 978-2-413-01691-5)

#### Chroniques
- Thierry Joor, « Vu de New York », Les Cahiers de la bande dessinée, Glénat, no 56,‎ février-mars 1984, p. 41.
- Didier Pasamonik (interviewé par Thierry Groensteen, Daniel Hugues et Thierry Joor), « Conversation avec Didier Pasamonik », Les Cahiers de la bande dessinée, Glénat, no 56,‎ février-mars 1984, p. 76-82.
- Thierry Joor, « Andreas - fiche bibliographique », Les Cahiers de la bande dessinée, Glénat, no 73,‎ janvier-février 1987, p. 36.
- Thierry Joor, « Théoriques : Guides à ne pas (tous) suivre... », Les Cahiers de la bande dessinée, Glénat, no 73,‎ janvier-février 1987, p. 49.
- Thierry Joor, « Le retour du Marsupilami », Les Cahiers de la bande dessinée, Glénat, no 77,‎ septembre-octobre 1987, p. 44.

### Expositions
- Philippe Petit-Roulet en 1993[25].
- Le Sommeil du monstre d'Enki Bilal en 1998[23].